# Municipio de Lexington (Míchigan)
El municipio de Lexington (en inglés: Lexington Township) es un municipio ubicado en el condado de Sanilac en el estado estadounidense de Míchigan. En el año 2010 tenía una población de 3658 habitantes y una densidad poblacional de 39,03 personas por km².

## Geografía
El municipio de Lexington se encuentra ubicado en las coordenadas 43°18′4″N 82°35′27″O / 43.30111, -82.59083. Según la Oficina del Censo de los Estados Unidos, el municipio tiene una superficie total de 93.73 km², de la cual 93,33 km² corresponden a tierra firme y (0,42 %) 0,39 km² es agua.

## Demografía
Según el censo de 2010, había 3658 personas residiendo en el municipio de Lexington. La densidad de población era de 39,03 hab./km². De los 3658 habitantes, el municipio de Lexington estaba compuesto por el 96,91 % blancos, el 0,25 % eran afroamericanos, el 0,14 % eran amerindios, el 0,25 % eran asiáticos, el 1,39 % eran de otras razas y el 1,07 % eran de una mezcla de razas. Del total de la población el 2,38 % eran hispanos o latinos de cualquier raza.